# Iațkivți, Zboriv
Iațkivți (în ucraineană Яцківці) este un sat în comuna Bohdanivka din raionul Zboriv, regiunea Ternopil, Ucraina.

## Demografie
Componența lingvistică a localității Iațkivți
     Ucraineană (99,2%)
     Alte limbi (0,4%)
Conform recensământului din 2001, majoritatea populației localității Iațkivți era vorbitoare de ucraineană (99,2%), existând în minoritate și vorbitori de alte limbi.